# Michael Keller (Gestalter)
Michael Keller (* 2. Mai 1963 in Glendale, Vereinigte Staaten) ist ein deutscher Gestalter. Er lebt und arbeitet in München.

## Leben
Michael Keller studierte in München und an der Parsons School of Design in New York, wo er ein Stipendium der Cooper Union erhielt. Von Mitte der 1980er Jahre bis 2011 leitete er gemeinsam mit Knut Maierhofer die Designagentur KMS Team, die zweitgrößte Agentur für Corporate Identity und Corporate Design in Deutschland. Mit der Gründung 2012 von KMS Blackspace (das er gemeinsam mit Christoph Rohrer, Marc Ziegler und Hannes Dölker leitet) legt Michael Keller den Schwerpunkt seiner Tätigkeit noch weiter auf die Entwicklung von Brand Experiences.
Keller entwickelte Erscheinungsbilder für zahlreiche Marken, Unternehmen und Events, so für Audi, Vodafone, Lamborghini, Mercedes und das World Trade Center.
Zu den bekannten Arbeiten Michael Kellers gehören die Konzeption für das Audi-Museum in Ingolstadt („museum mobile“, 2000), das Erscheinungsbild der Münchner Pinakotheken (2002), die Installation „Medienwolke“ für O2 (2005), das Firmenmuseum von Voestalpine in Linz (2008) und die temporäre Spiegel-Installation „Qube 3“ für Audi im Hafen von Barcelona (2011) sowie die hängende Stadt für Audi (2013). Insgesamt gestaltete Michael Keller mehr als 85 nationale und internationale Messeauftritte, u. a. auf der IAA Frankfurt, der Mondial de l’Automobile Paris, der Internationale Auto-Salon Genf, der Tokyo Motor Show, der Detroit Auto Show und der Auto China.
Im Mai 2013 zeigte die Schaustelle der Pinakothek der Moderne eine Installation von Michael Keller unter dem Titel „Blackspace. Two views on the creative mind“.
Keller ist Mitglied im Art Directors Club Deutschland und Gründungsmitglied der International Patrons of the Pinakothek. Mit Corinna Thierolf und Franz von Bayern rief Keller das erste Pop-up-Museum in Bayern ins Leben: die Ausstellungsreihe „Königsklasse“ der Pinakothek der Moderne im Neuen Schloss Herrenchiemsee.
Keller war Gründungsmitglied der Initiative »München braucht eine Otl-Aicher-Straße«, die 2010 bei der Stadt München die Benennung einer Straße nach dem berühmten Gestalter Otl Aicher erreichte.

## Auszeichnungen (Auswahl)
Seit 1999 haben die Arbeiten von Michael Keller zahlreiche nationale und internationale Auszeichnungen erhalten, darunter finden sich Auszeichnungen wie Gold bei Cannes Lions, Gold beim ADC New York, 4× Gold beim ADC Deutschland, Gold beim ADC Europe, der Grand Prix und 8× "Best of the best" beim Red Dot Design Award, 6× Gold beim FAMAB Award (bis 2014 ADAM Award), 5× Gold beim iF communication Design Award sowie Gold beim Golden Award of Montreux.

## Ausstellungen
- Eröffnungszeremonie der „Pinakothek der Moderne“; München, September 2002
- „MUSTERRAUM Club + Video Art Project“; Pinakothek der Moderne; München, 2002–2004
- „Mythen – Automobili Lamborghini“; Pinakothek der Moderne; München, Juli 2004
- „Tiefendesign“, Red Dot Design Museum; Essen, 2009/2010
- „Black Space. Two views on the creative mind“, Die Neue Sammlung in der Pinakothek der Moderne; München, Mai 2013
- „Audi Design Wall“: Die Neue Sammlung in der Pinakothek der Moderne; München, vom 14. Juli 2013 für fünf Jahre
- „Königsklasse I“: Pinakothek der Moderne im Neuen Schloss Herrenchiemsee; Herrenchiemsee, vom 13. Juli – 29. September 2013
- „Königsklasse II“: Pinakothek der Moderne im Neuen Schloss Herrenchiemsee; Herrenchiemsee, vom 12. Juli – 28. September 2014

## Veröffentlichungen
- mit Christoph Ingenhoven: 1/1 Architektur und Design: Neue Synergien. Birkhäuser, Basel u. a. 2001, ISBN 3-7643-6466-1.
- KMS – 12 Kapitel über ein Designbüro. Conway Lloyd Morgan, avedition, Ludwigsburg 2002, ISBN 3-929638-69-X.
- From Attitude to Form. Aus Haltung wird Gestalt. In: Jürgen Rautert: HQ – high quality. Best of advertising, art, design, photography, writing. Heidelberg 2008, ISBN 978-3-89904-330-3.